# Groesbeck (Texas)
Pour les articles homonymes, voir Groesbeck.
La ville de Groesbeck est le siège du comté de Limestone, dans l’État du Texas, aux États-Unis. Lors du recensement de 2000, elle comptait 4 291 habitants.

## Source
- (en) Cet article est partiellement ou en totalité issu de l’article de Wikipédia en anglais intitulé « Groesbeck, Texas » (voir la liste des auteurs).